# Mikael Dorsin
Mikael Dorsin, né le 6 octobre 1981 à Lidingö (Suède), est un footballeur suédois  qui évoluait au poste de défenseur. Il a annoncé qu'il mettait un terme à sa carrière le 27 mai 2016.
Il a commencé sa carrière dans le petit club de sa ville natale, l'IFK Lidingö, puis il a joué au Djurgårdens IF, avant de jouer une saison en Ligue 1, avec le Racing Club de Strasbourg lors de la saison 2003-2004. Depuis 2004, il joue en Norvège, au Rosenborg BK. Mais en janvier 2008, il sera transféré au CFR Cluj, club roumain, après que les négociations pour un nouveau contrat avec revalorisation salariale aient échoué avec Rosenborg. En septembre 2008, il revient à Rosenborg BK, il y passera huit ans et a annoncé la fin de sa carrière le 27 mai 2016.
Il a joué plusieurs matchs avec l'équipe de Suède de football.

## Palmarès
- Champion de Roumanie D1 en 2008 avec le CFR Cluj
- Vainqueur de la Coupe de Roumanie en 2008 avec le CFR Cluj
- Champion de Norvège en 2004, 2006, 2009 et 2010 Rosenborg BK
- Champion de Suède en 2002, 2003 Djurgårdens IF
- Vainqueur de la Coupe de Suède en 2002 Djurgårdens IF